# Internetbank

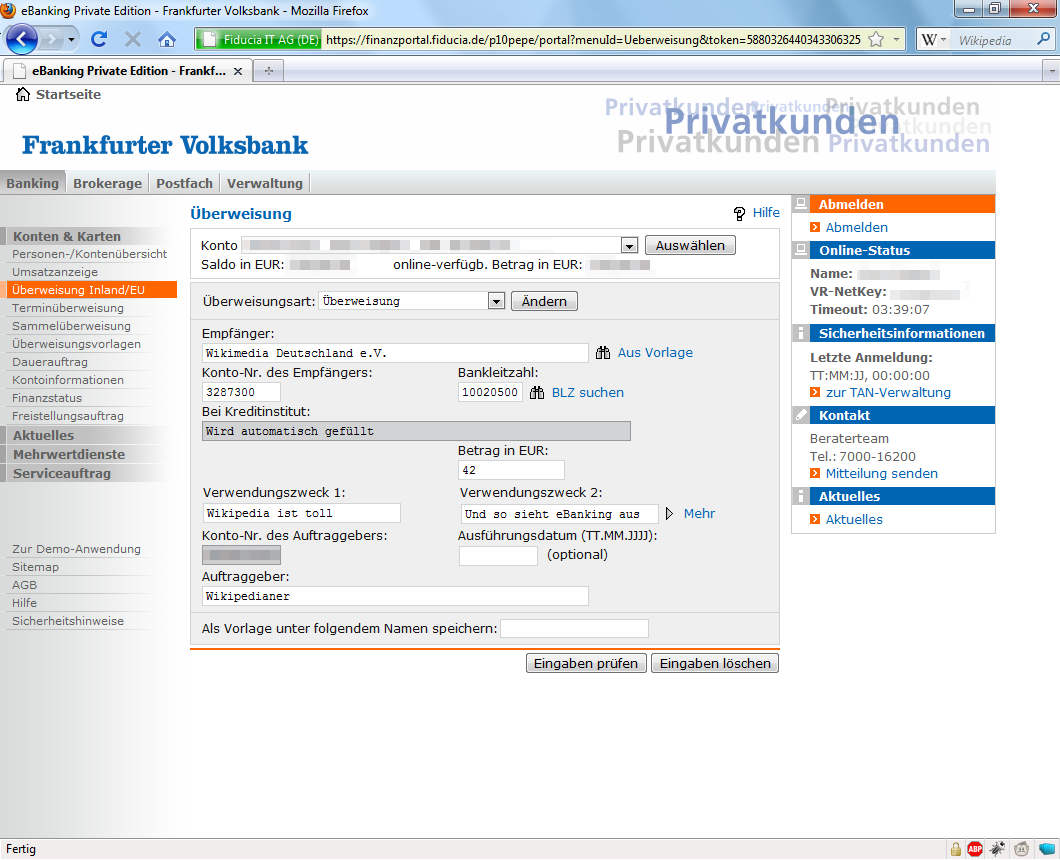
En tysk internetbank.

En internetbank är en tjänst för att utföra bankärenden via Internet. De flesta internetbankerna har öppet dygnet runt.
Exempel på internetbankärenden: 
- få information om egna konton och lån
- göra överföringar mellan konton, även till andra personer, till konton i andra banker, och till utlandet.
- betala räkningar, till exempel Bankgirot, Plusgirot, E-giro
- handla med värdepapper med ansluten värdepappersdepå
- köpa och sälja fondandelar

I december 1996 lanserades de första internetbankerna i Norden.

## Säkerhet

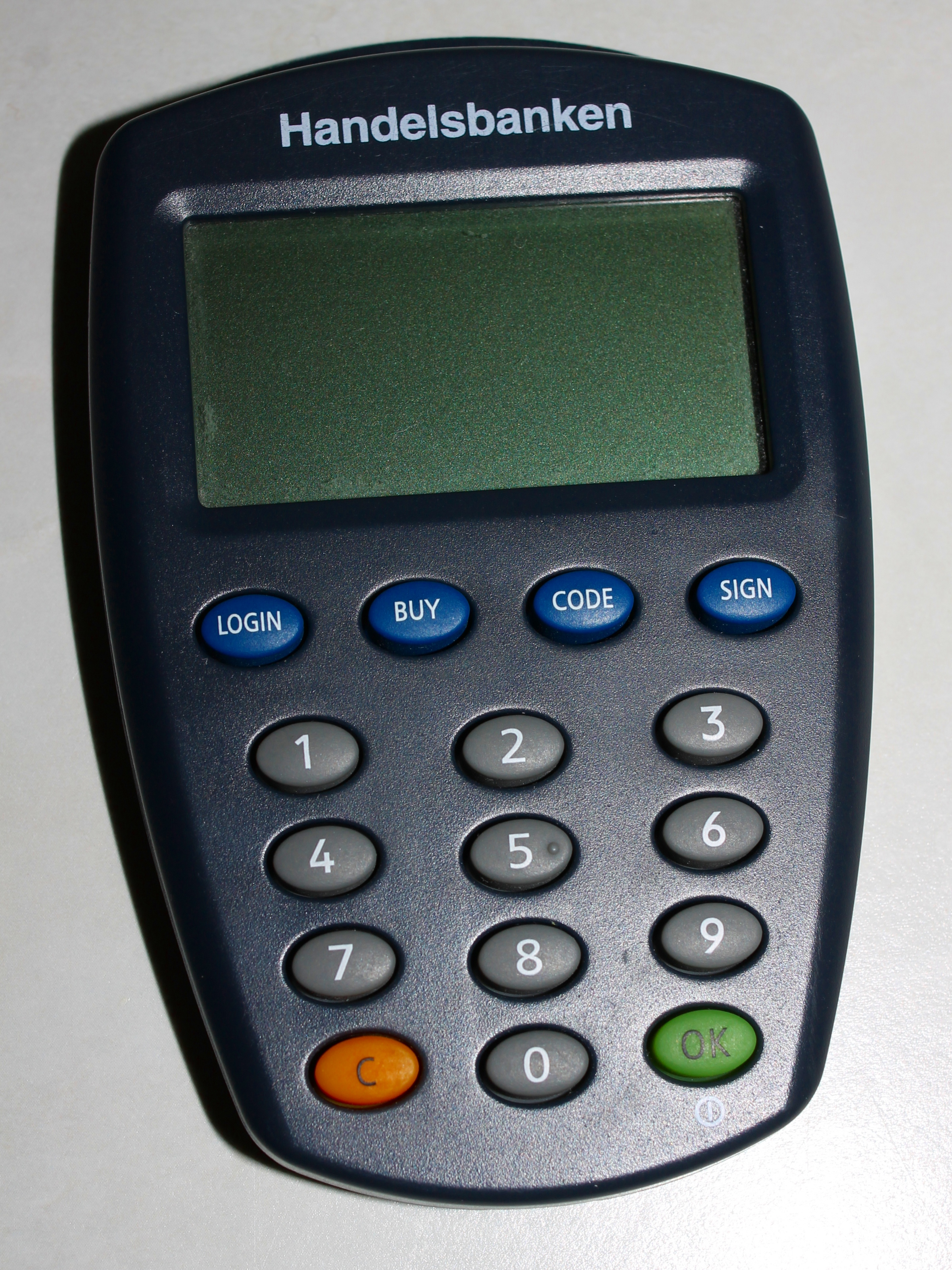
Dosa som används för bankärenden online. Denna från Handelsbanken.

Det är viktigt med hög säkerhet för internetbanker. Dels ska informationen om innehav hållas hemlig, men framförallt måste man hindra att obehöriga kan föra bort pengar via funktionen att betala räkningar eller att föra över pengar till främmande konton.
Den standardiserade säkerhetsmetoden på internet, SSL, dvs kryptering av data, räcker inte. Man behöver åtminstone vid inlogging och bekräftelse av transaktioner bättre metoder att säkerställa att rätt person gör transaktionen. De svenska bankerna har lite olika metoder, men det brukar falla inom kategorierna:
- Certifikat, en särskild krypteringsprogramvara installeras på datorn. Bland annat Handelsbanken har haft denna lösning men har gått ifrån den under 2009. Mobilt BankID är en sådan lösning. Den anses lite osäkrare då man kan råka få en trojan i datorn som läser certifikatet och ber om lösenordet.
- Dosa, till exempel Digipass. En elektronisk dosa som beräknar engångslösenord. Den innehåller ett användar-id och aktiveras med ett vanligt lösenord som användaren känner till.
- Skrapbricka eller liknande förteckning över engångslösenord. Användaren måste också, åtminstone vid inloggning, ange ett vanligt lösenord som måste hållas hemligt.
- Engångslösenord via SMS är vanligt i t.ex. Tyskland och vissa grannländer.

Säkerheten anses bra i internetbanker. Det har varit ganska få bedrägerier. Det vanligaste sättet är att någon, till exempel anhörig, får veta och missbrukar annans lösenord och dosa/bricka. Bedrägerier via internet av utomstående är ovanliga. Vanligaste sättet är via falsk inloggningsruta på en webbsajt där användaren luras att ange lösenord och personnummer mm. I USA brukar man ha bara lösenord och SSL-kryptering, och det förekommer bedrägerier med stulna lösenord, men kortbedrägerier omsätter mycket mer.
Den vanligaste typen av bankrelaterade bedrägerier har med plastkort att göra då säkerheten för dessa nästan är obefintlig.

## Program för mobiltelefoner
Mobiltelefoner med större kapacitet, så kallade "smartphones", kan använda speciella program konstruerade speciellt för mobiltelefoner, så kallad "appar". På grund av den låga säkerheten i mobiltelefoner har en del banker använt detta för att skaffa sig åtkomst till samtalshistoriken, kontaktlistan och telefonens kamera.

## Statistik

### Sverige

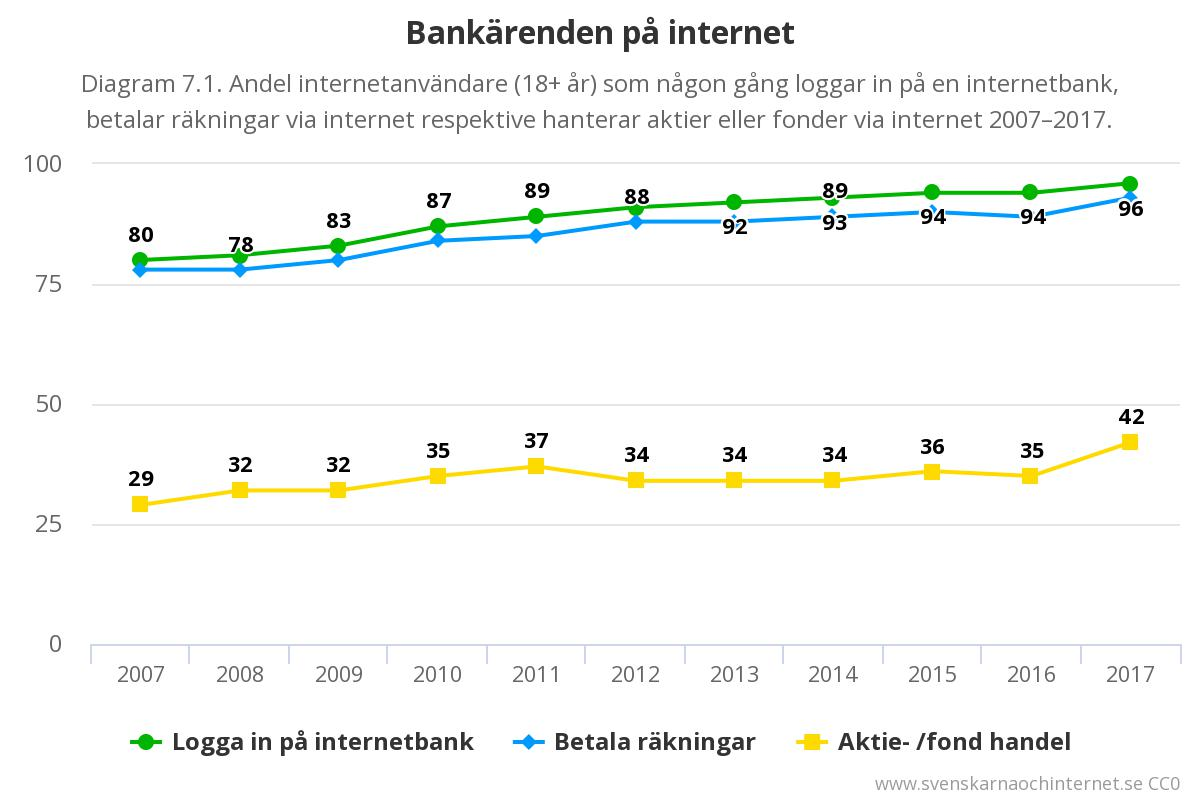
Användning av internetbank i Sverige 2007–2017.

År 2007 använde 80 procent av de svenska internetanvändarna en internetbank för att betala sina räkningar. Tio år senare hade siffran ökat till 93 procent och 2019 låg samma siffra på 96 procent. År 2007 använde 29 procent av de svenska internetanvändarna internetbanken för aktie- och fondhandel, år 2017 hade siffran ökat till 42 procent. Över hälften av alla svenska internetanvändare loggar in på sin internetbank varje vecka.